# Daniel Simon
Daniel Simon (nascido em 1975) é um designer alemão de conceito e futurista automotivo mais conhecido por seus livros Motors visionários cósmicos.

## Início da vida
Simon foi criado no norte da Alemanha (Stralsund) e obteve seu diploma em Veículo Design (Universidade de Ciências Aplicadas, Pforzheim).

## Carreira automotiva
Ele começou sua carreira de design em 1999, Volkswagen (Wolfsburg) sob o controle de Hartmut Warkuss e carros concebidos para Seat e Lamborghini, sob a supervisão de Walter de'Silva. Em 2001, ele foi contratado pelo Estúdio Avançado do Grupo Volkswagen (Centro de Design da Europa, Sitges), onde Simon também participou da reencarnação da marca Bugatti.
Em 2005 Simon deixou o Grupo Volkswagen como Designer Sênior depois de completar uma supervisão carro conceito.
Em 2005 fundou Daniel Simon Studio, sua consultoria de design em Berlim, que oferece serviços de design para grandes clientes dentro da Indústria automotiva, assim como Estúdios de cinema. Em paralelo os desenhos veículos virtuais futuristas para sua marca Motores cósmicos. Simon também é parte do Hollywood Concept Design Group.
Em 2007, seus projetos de veículos futuristas foram exclusivamente lançado pela Imprensa da Califórnia Studio Editora Design. O livro Cosmic Motors contém texto em Inglês e Alemão. Este portfolio design da página 176 também foi lançado no Japão pela editora japonesa Nascido Digital. O livro é suportado com críticas positivas de ícones do design como Chris Bangle, Freeman Thomas, Syd Mead e Ryan Church.
Em 2011, Simon foi nomeado para "criar uma nova imagem corporativa dinâmica" para segunda temporada de Fórmula Um da equipe Hispania na Fórmula 1. Ele desenhou o uniforme do carro da equipe F111, usando vermelho, preto e branco sobre o carro e mostrando uma bandeira quadriculada na lateral.

## Trabalho no cinema
Simon é o designer do veículo em Tron: o Legado, a continuação do filme Tron de 1982 pelos estúdios Walt Disney Pictures.
Ele era o Designer do veículo de chumbo para a Marvel Studios, 2011 Capitão América: O Primeiro Vingador, sob o desenho de produção de Rick Heinrichs e o diretor Joe Johnston, criando veículos originais de terra, mar e ar para o filme.